# Station Herbeumont
Station Herbeumont is een voormalig spoorwegstation aan spoorlijn 163A in de Belgische gemeente Herbeumont. Het station met telegrafische code GHB opende op 25 augustus 1914 en sloot voor reizigers op 1 februari 1959 en voor goederen op 26 maart 1969.
1,9: Orgéo-Gribomont ·
5,5: Orgéo-Ardoisières ·
9,4: Cugnon-Mortehan ·
12,5: Herbeumont ·
18,4: Sainte-Cécile ·
24,6: Muno